# Angoustrine-Villeneuve-des-Escaldes
Angoustrine-Villeneuve-des-Escaldes  (Catalaans: Angostrina i Vilanova de les Escaldes) is een gemeente in het Franse departement Pyrénées-Orientales (regio Occitanie) en telt 549 inwoners (1999). De plaats maakt deel uit van het arrondissement Prades.

## Geografie
De oppervlakte van Angoustrine-Villeneuve-des-Escaldes bedraagt 85,7 km², de bevolkingsdichtheid is 6,4 inwoners per km².

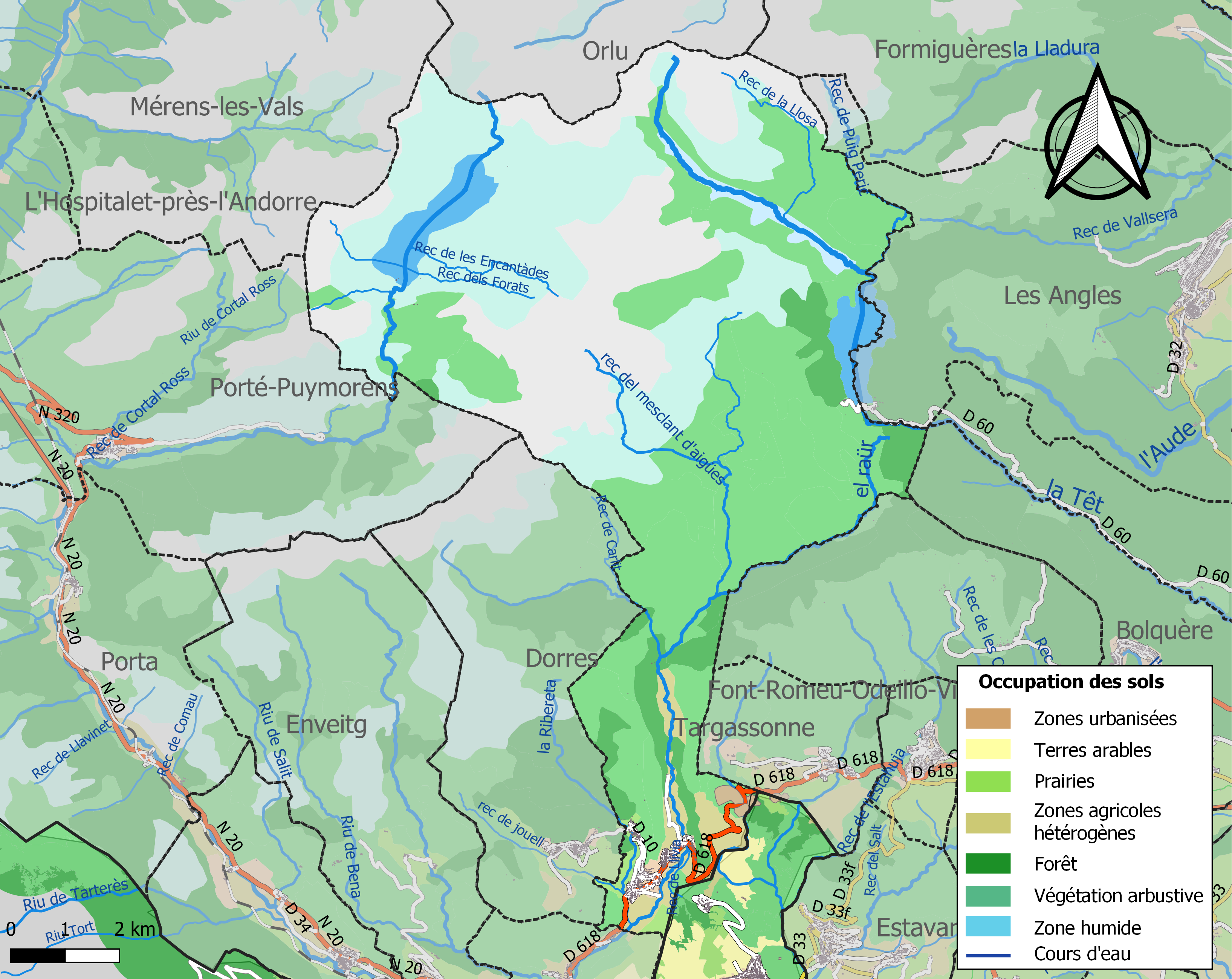
Kaart van de gemeente met de belangrijkste infrastructuur, bodemgebruik en omliggende gemeenten

## Politiek

### Lijst van burgemeesters
| Naam burgemeester | Ambtsperiode |
| ----------------- | ------------ |
| Louis Clerc       | 1973 - 1989  |
| Jacques de Maury  | 1989 - 1995  |
| Hélène Josende    | 1995 -       |

## Demografie
Onderstaande figuur toont het verloop van het inwonertal (bron: INSEE-tellingen).